# Valeria Miranda
Valeria Miranda (* 13. Mai 1986) ist eine ehemalige argentinische Handballspielerin auf der Position der Torhüterin. Von 2008 bis 2014 war sie Mitglied der argentinischen Nationalmannschaft.

## Handball
Miranda spielt für CA Vélez Sarsfield in der höchsten argentinischen Liga, der Liga de Honor. 2010 gewann sie mit der Mannschaft, zu der neben ihr auch Fernanda Roveta, Stefania Rodríguez, Jésica Presas sowie Samanta und Melina Brizuela gehörten, die argentinische Meisterschaft.

## Beachhandball
Nach einem ersten Versuch bei den ersten Pan-Amerikanischen Meisterschaften 2004 dauerte es bis 2008, dass Argentinien mit Nachdruck am Aufbau einer Beachhandball-Nationalmannschaft arbeitete. Zur ersten Generation dieser Spielerinnen gehörte auch Miranda. Nach einem ersten gemischten Turnier mit Nationalmannschaften und Vereinen in Rawson, das Argentinien auf dem letzten Rang beendete, folgten die Panamerika-Meisterschaften 2008, wo Miranda anders als in Rawson nicht zum Aufgebot gehörte. Somit debütierte sie im Jahr darauf bei den Südamerikanischen Beach Games 2009 bei einer internationalen Meisterschaft und gewann sogleich mit ihrer Mannschaft die Bronzemedaille. Nächstes Turnier waren erneut die South-American Beach Games 2011. Hier erreichten die Argentinierinnen das erste Mal ein internationales Finale, verloren dieses aber mit 0:2 gegen Brasilien. Bei den Panamerika-Meisterschaften 2012 konnte Miranda mit der Bronzemedaille ihre dritte internationale Medaille gewinnen. 2014 wurde ein besonders aktives Jahr für die argentinische Nationalmannschaft, die an drei internationalen Turnieren teilnahm. Bei den Panamerika-Meisterschaften qualifizierte sich die Mannschaft erstmals für eine Weltmeisterschaft, allerdings ersetzte Daniela Vilar hier Miranda erstmals. Im weiteren Jahresverlauf kehrte sie bei den South-American Beach Games in das Tor der Nationalmannschaft zurück und erreichte mit Argentinien in Vargas das Finale, wo man sich den Gastgebern aus Venezuela geschlagen geben musste. Es war der letzte Einsatz Mirandas in der Nationalmannschaft, bei den Weltmeisterschaften in Recife im Nachbarland Brasilien stand erneut Vilar zwischen den Pfosten.
Auch auf Vereinsebene war Miranda, noch vor der Einführung einer nationalen Meisterschaft, mit ihrem Team bei Turnieren erfolgreich.

## Erfolge
Südamerikanische Beach Games
- 2009: 3.
- 2011: 2.
- 2014: 2.

Pan-Amerikanische Meisterschaften
- 2012: 3.